# کیریل استانکوف
کیریل استانکوف (بلغاری: Кирил Станков Христов؛ ۲۰ مهٔ ۱۹۴۹ – ۷ مهٔ ۱۹۹۲) بازیکن فوتبال اهل بلغارستان بود.
از باشگاه‌هایی که در آن بازی کرده‌است می‌توان به باشگاه فوتبال زسکا صوفیه اشاره کرد.
وی همچنین در تیم ملی فوتبال بلغارستان بازی کرده‌است.